# 李清海
李清海（1941年—），福建省金門縣古寧頭人，土水修造匠師，20歲開始跟隨村內「和尚師」學作土木，4年後「出師」。先後參與家廟和古厝建築的興建和修繕工程，並在期中學習魯班公七色曲尺法、燕尾脊、馬背等傳統建築樣式等技術。2019年獲得第3屆金門文化獎。2022年經中華民國文化部認定為重要文化資產保存技術「土水修造技術(瓦作)」保存者。